# 教育

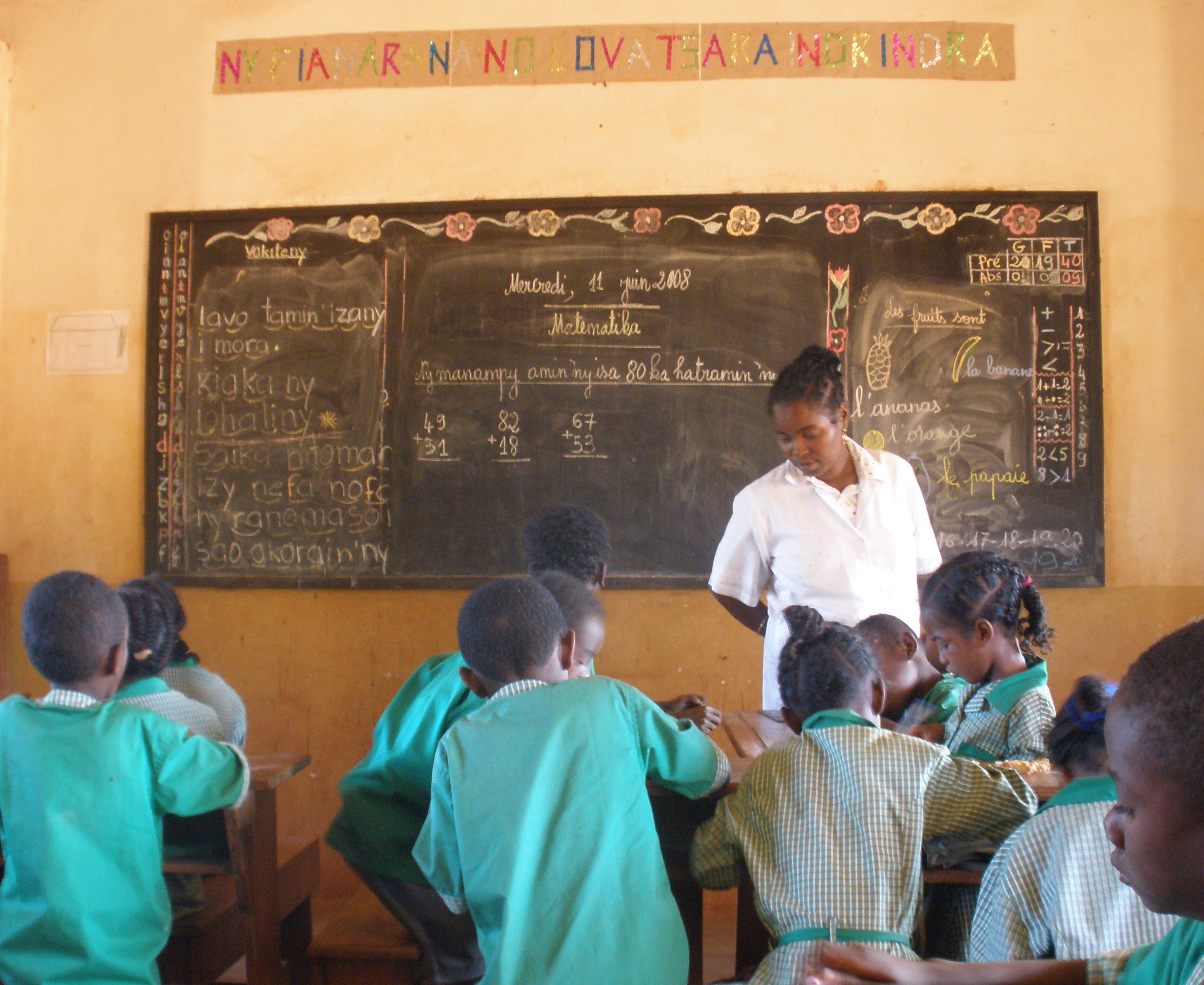
マダガスカルでの初等教育の風景

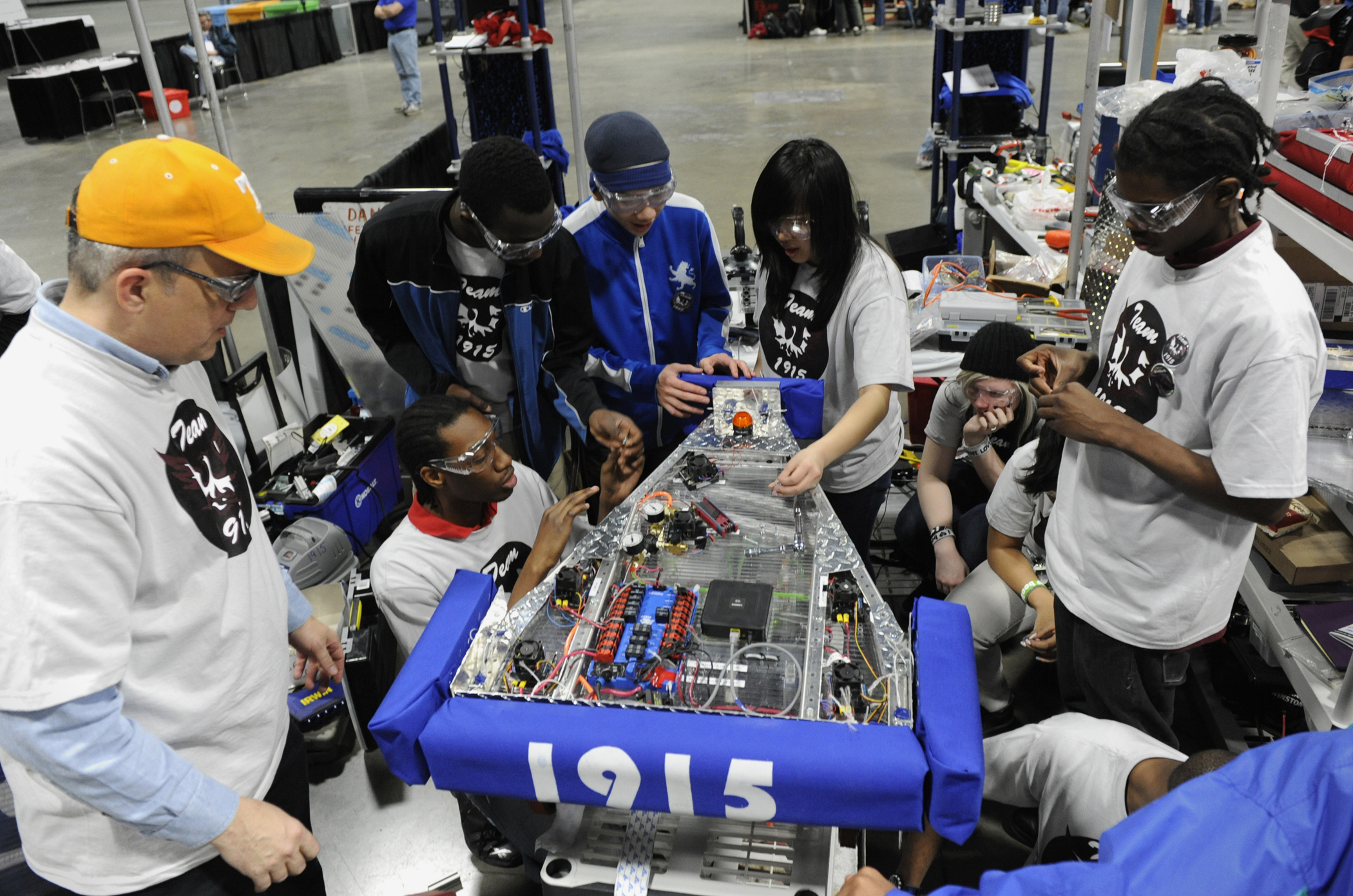
FIRST Robotics Competitionにおける学生徒弟

教育（きょういく、英語: education）という語は多義的に使用されており、以下のような意味がありうる。
- 教え育てること[1]。
- 知識、技術などを教え授けること[1]。
- 人を導いて善良な人間とすること[1]。
- 人間に内在する素質、能力を発展させ、これを助長する作用[1]。
- 人間を望ましい姿に変化させ、価値を実現させる活動[1]。

## 定義
語源・語義からの定義
漢語としての「教育」は、『孟子』に「得天下英才、而教育之、三楽也」（天下の英才を得て、而して之を教育するは、三の楽しみなり）とあるのが初めである。
語源・語義からの定義の例を挙げると、「英語: education」や「フランス語: éducation」は、ラテン語: ducere（連れ出す・外に導き出す）という語に由来することから、「教育とは、人の持つ諸能力を引き出すこと」とする。
リチャード・ピーターズの定義
リチャード・ピーターズ(en:Richard Stanley Peters)は、「教育を受けた者」という概念の内在的な意味を探求し、自由教育（教養教育）の立場から「教育」を次の3つの基準を満たす活動として限定的に定義した。
1. 教育内容 - 価値あるものの伝達
2. 教育効果 - ものの見方が広がる
3. 教育方法 - 学習者の理解を伴う

高等動物では教育またはしつけに近い行動が見られる例があり、猫などの肉食獣では子供に狩りの練習をさせるために弱らせた獲物をあてがう。以下では、人間社会における教育について述べる。

## 歴史

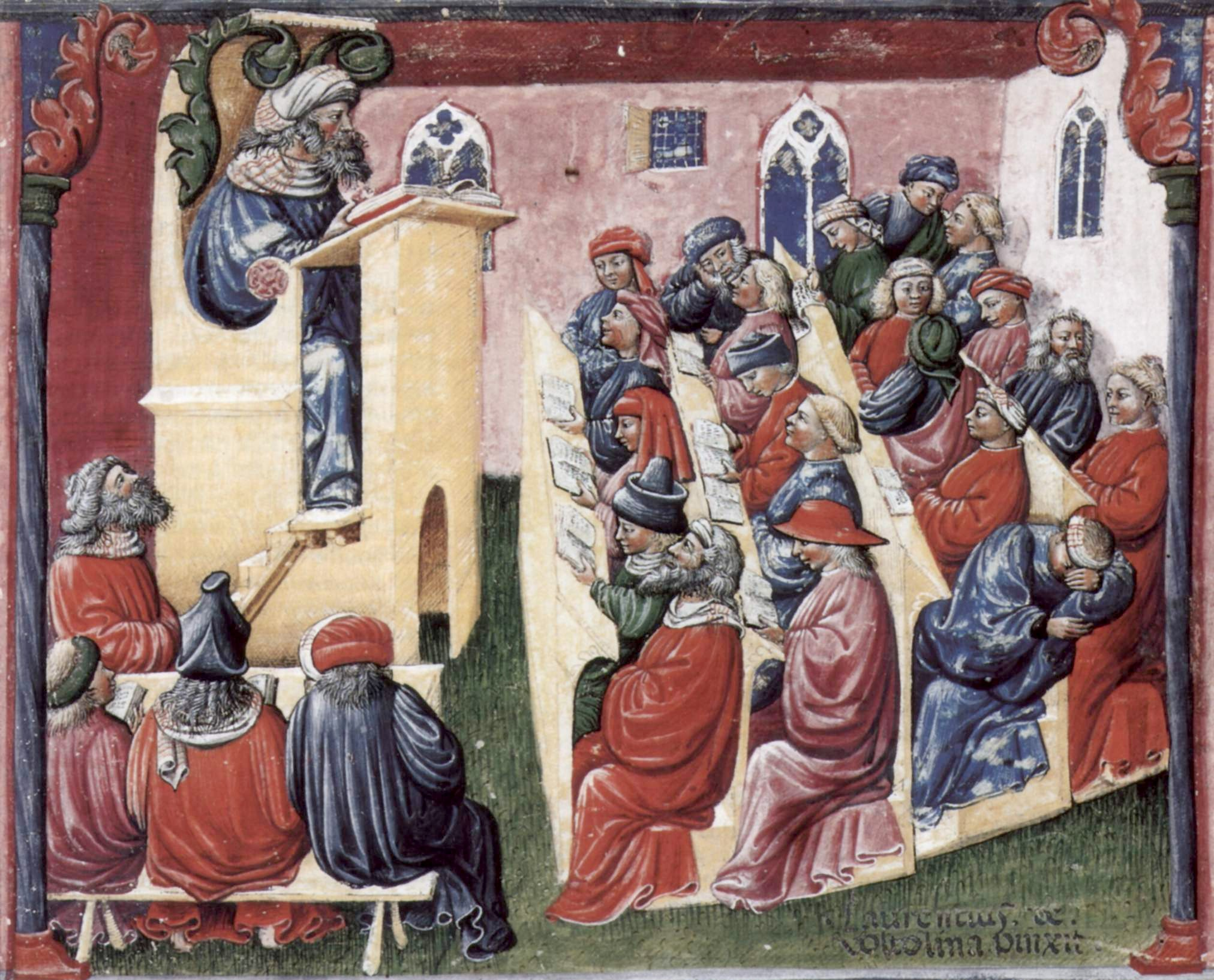
最古の大学ともされるボローニャ大学での講義風景

教育に関する歴史を教育史と呼ぶ。家庭教育や社会教育も念頭に置けば、教育は人類の有史以来存在してきたものと考えることができる。
制度化された教育について、西洋では古代ギリシアまで遡ることが一般的である。高等教育機関は古代より世界各地に存在してきたが、現代の大学につながる高等教育機関が成立したのはヨーロッパの中世においてであって、11世紀末にはイタリアのボローニャでボローニャ大学が成立していたという。近代教育につながる教育学の祖形は、17世紀にコメニウスによって作られた。18世紀に入るとジャン＝ジャック・ルソーが「エミール」を著し、この影響を受けたヨハン・ハインリヒ・ペスタロッチによって学校教育の方法論が確立された。またペスタロッチは主に初等教育分野に貢献したのに対し、彼の影響を受けたフリードリヒ・フレーベルは幼児教育に、ヨハン・フリードリヒ・ヘルバルトは高等教育に大きな足跡を残した。19世紀に入ると産業革命以降の労働者の必要性から、民衆に対する教育の必要性が強く叫ばれるようになり、多くの国で公教育が導入され、初等教育については義務化される国が現れ始めた。この義務教育化の流れは産業化された国々を中心に広がっていったものの、多くの国で国民に対する一般教育が公教育として施行されるようになったのは、20世紀に入ってからである。また、特にヨーロッパや南アメリカのカトリック圏諸国においては、初等教育を国家ではなく教会が担うべきとの意見が根強く、19世紀における主要な政治の争点のひとつとなった。この論争は20世紀に入るころにはほとんど国家側の勝利となり、ほとんどの国で初等教育は基本的に国家が担うものとなっていった。第二次世界大戦後に独立したアジアやアフリカの新独立国においても教育は重視され、各国政府は積極的に学校を建設し、教育を行っていった。これにより、世界の識字率は20世紀を通じて上昇を続け、より多くの人々に公教育が与えられるようになっていった。
文献上で確認できる日本で初めて作られた教育制度は、701年の大宝律令である。その後も貴族や武士を教育する場が存在し、江戸時代に入ると一般庶民が学ぶ寺子屋が設けられるようになった。初等教育から高等教育までの近代的な学校制度が確立するのは明治時代である。第二次世界大戦後の教育は、日本国憲法と教育基本法に基づいている。

## 教育の理論

### 教育学
教育を研究の対象とする学問を教育学と言う。教育学は、哲学・心理学・社会学・歴史学などの研究方法を利用して、教育とそれに関連する種々の事物・理念を研究する。教育哲学・教育社会学・教育心理学・教育史学などの基礎的な分野のほか、教育方法論・臨床教育学・教科教育学などの実践的分野がある。各国における教育学のあり方は、その国の教員養成のあり方とも密接に関わっている場合が多い。

### 教育哲学
教育の目的（教育目的又は教育目標）をどうとらえるかで2つの立場が存在してきた。
1. 道徳主義 - 政治や社会、道徳や倫理と言った教育の外にあるものから教育目的を定めるもの（例 アリストテレスの徳[3]）
2. 機能主義 - 教育それ自体が上手くいくように教育目的を定めるもの（例 ジョン・デューイのプラグマティズム[4]）

道徳主義の教育目的では、伝統的に、個人の発達・幸福のためとするか、社会の維持・発展のためとするかで論争がある。前者は教養教育・自由教育の立場で、人が一人の人間として豊かで幅広い教養を身につけることで、人が人間らしく生きることができるという考えである。こうした考え方は、一部の中等教育・高等教育でリベラルアート教育として実現している。他方、教育の目的を社会的な必要という観点から捉え、実学を重視する立場もある。専門学校・専門職大学院などはこの現れである。
教育を行う理由のことを、教育の正当性と呼ぶことがある。これには、教育の必要性と教育の可能性の二面から論じられることが多い。
なぜ教育が欠けてはならないのかという問題について、イマヌエル・カントは「人は教育によって人間になる」と述べ、人間らしく生きるために教育が必要であると論じた。学びの意欲を喪失した若者が多いといわれる現代において、なぜ教育が必要かが改めて問われる状況にある。
しかし教育が必要であるとしても、それが人間にとって可能なものでなければ、教育はやはり正当性を失うことになる。例えば、プラトンは「徳は教えうるか」と問い、哲人統治者としての自然的素養を重視した。現在において教育可能性が問題となるのは、「教育がいかに可能か」という教育方法の問題や、「教育がどこまで可能か」という教育の限界の問題としてである場合が多い。

## 教育の分類
教育の分類方法はいくつもある。
一般に教育は、行われる場に応じて学校教育 / 社会教育 / 家庭教育の3つに大きく分けて把握されている。
年齢による分類もあり、乳児教育（あるいは「保育」とも） /幼児教育 / 児童教育 / 成人教育、に分類する方法もある。

### 家庭教育・学校教育・社会教育
- 「家庭教育」とは、家庭において行われる教育のこと。家庭というのは家族という社会集団が生活をする場であるが、多機能であるので、教育も行われ得る[7]。学校という制度ができてからは、その教育機能の一部が学校へと分離することになったが、家庭は学校と連携を持ちつつその教育機能を持ちつづけている[7]。「家庭教育」と言っても、家庭という場とともに、ひとりひとりの家族との人間関係が重要な意味をもっていると言える[7]。基礎的な価値観・徳をこどもに示すことはしつけと呼ばれている[註 2]。
- 「学校教育」とは、学校において行われる教育のこと。特にこどもに対して、定められた学校で、教えることを専門とする教職員によって計画的・組織的・継続的に行われる[7]。しばしば「教育」というと、この学校教育が連想されるほどに、学校は教育の場の中核を成している。だが、こうした学校中心の教育観には問題がある[7]。
- 「社会教育」とは、家庭教育と学校教育以外の[7]、広く社会において行われる教育のことである。学校や家庭以外の社会のさまざまな場において行われている多様な教育活動が該当する。例えば、公民館（＝文部科学省所管の国民のための生涯教育のための施設）、図書館、博物館、「文化センター」などの場である。

上記の3分類以外にも、企業が従業員（社員）の職業人としての資質を高めるために行う教育・訓練や、（従業員の）人間性を高めたり市民性 en:citizenship（自分が社会・共同体の一員だとの自覚を持ちそれに貢献すること）を育てるために行っている教育は「企業内教育」と呼ばれている。
ひとりの子供が、家庭教育と学校教育の両方を受けている。
従来は、学校教育と社会教育は、行政上の制度としても別になっており、また教育を受ける人も教育を行う人も異なっていたため、それぞれ独自の方針を持つものとして機能したので上記のような概念枠で理解しても特には問題は無かったが、近年では社会が生涯学習社会へと方針を転換してきているため（つまり一旦学校を卒業した人々もその後に本格的に学習を行うようになってきたため）状況が変化してきている。生涯学習が広まってきたことにより、学校が（例えば大学や大学院が）ある程度以上の年齢の人々の生涯学習の場として活用されることが増え、それに伴い、学校側も従来のような（20代までの）若い人だけを念頭に置いた教育では学び手の要求にこたえられなくなってきており、変わりつつあるためである。
なお、離れた場所に居る者に対して行われる教育は、遠隔教育（遠隔地教育）・通信教育という。最近では、世界の一流大学の一流の教授の講義がインターネット経由で公開され、国境を越え各地で受けることができるようになってきている。（MOOK）

### 学校教育

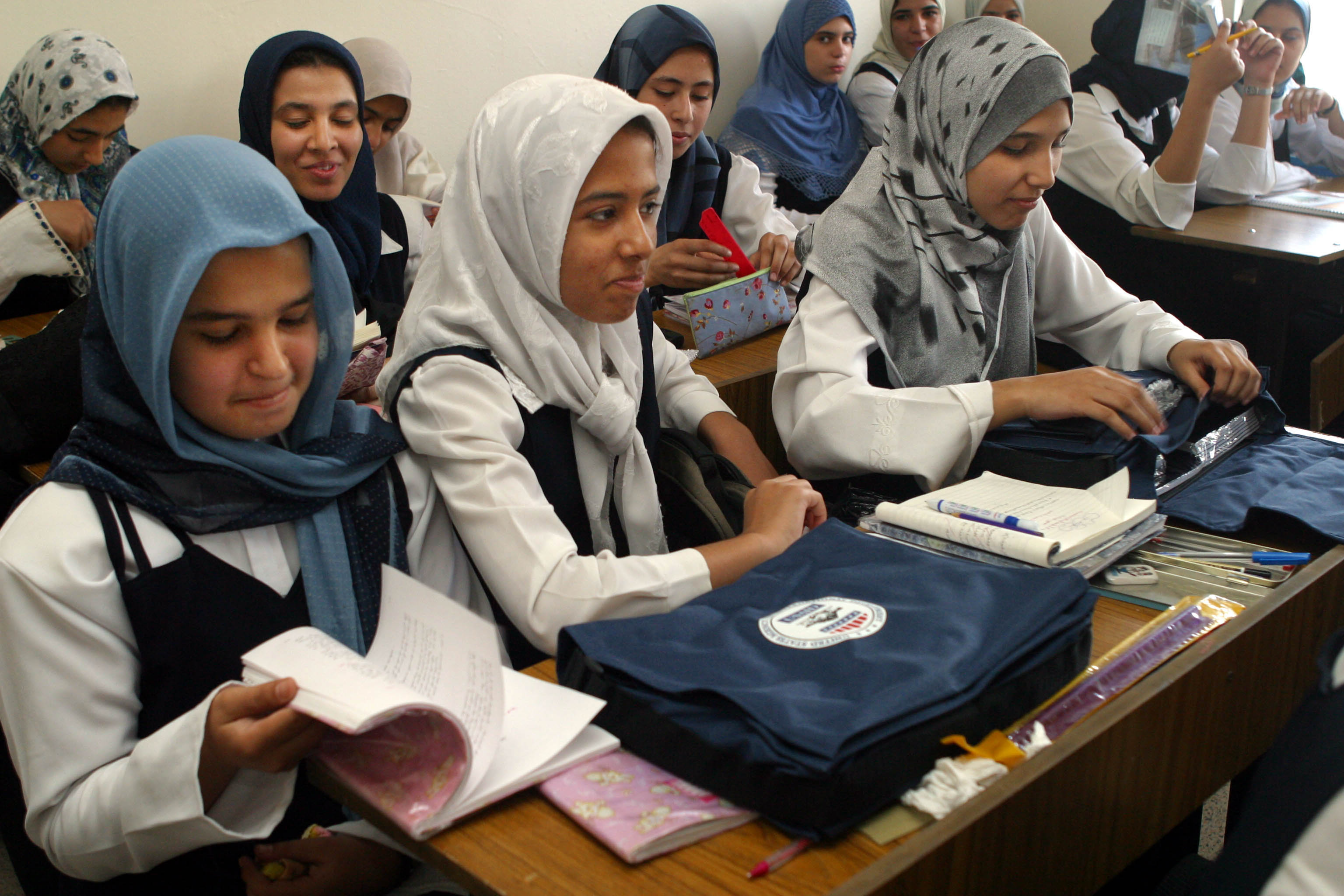
イラクで中等教育を受けている女性たち

学校教育は、特定の集団に対して、一定の様式の学習内容をあらかじめ用意しておいて、組織化され体系化された教育活動を指す。一般的には、フォーマル教育は、生徒（学生）の集団に対して、その分野の教員資格を保持する者によって、授業を施すことを明確に目的とした環境（学校の施設。教室、体育館など）において、行われる。多くの学校制度はすべての教育選択肢、たとえばカリキュラム、物理的な教室設計、教師と生徒の相互作用、評価方法、クラスのサイズ、教育活動、その他多くの点について、理想の値・アイディアを中心に支配的に設定されている。
教育機関などの組織化され構造化された環境で科目など明示的に指定され行われる学習をフォーマル（正式な）学習（Formal learning ）、明示的に学習として指定されているわけではないが、学習サポートの観点から学校教育に組み込まれている学習をノンフォーマル学習、さらに、仕事、家族、余暇に関連する日常の活動から生じる学習を非公式の学習(Informal learning)という。こうした教員資格は、大学の教育学部や師範学校などで教師となるための専門教育を受けたものに与えられるが、教員資格を持たないものを教員として雇用することも、公教育の立ち上げ時や急拡大時など、有資格者の不足する場合においては行われることがある。こうした教員は代用教員と呼ばれ、戦前の日本や独立直後のアフリカ諸国などにおいて、初等教育においては広く行われた。なお、大学の教員になるには、教員資格は必要ない。
学校教育において、その実践上の目的・内容・方法等をまとめたものを教育課程又はカリキュラムと呼ぶ。教育課程は、通例では初等教育・中等教育・高等教育の3段階に分け、この前に保育や幼児教育を位置づけることもある。

### 職業教育
職業教育とは、直接的に特定の商業・工業に結び付く訓練志向の教育である。職業教育は職業高等学校や職業大学、専門学校といった学校教育に加え、徒弟制度やインターンシップの体系も取り、大工、農業、工学者、医師、建築家、芸術家などの分野がある。

### 特別支援教育
特別支援教育（Special education）は、障害のために公教育を受ける能力がない者に対しての教育である。

### オルタナティブ教育

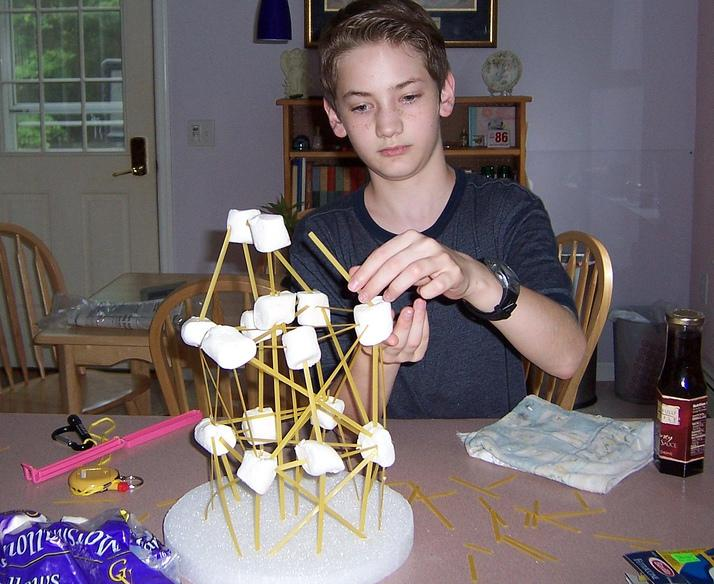
ホームスクーリングでタワーの模型を作り、構造物の構成法を学ぶ男の子。

オルタナティブ教育とは、「オルタナティブ」つまり「代わりに用いられる」教育のことで、フォーマルな教育以外の教育のことを指し、フリースクール、サポート校、ホームスクーリング（自宅ベース教育）、シュタイナー教育、などがこれに含まれる。

### ノン・フォーマル教育
社会教育とは、家庭教育と学校教育以外の、広く社会において行われる教育のことである。学校や家庭以外の社会のさまざまな場において行われている多様な教育活動が該当する。例えば、公民館（＝文部科学省所管の国民のための生涯教育のための施設）、図書館、博物館、「文化センター」などの場である。

### イン・フォーマル教育
家庭教育とは、家庭において行われる教育のこと。家庭というのは家族という社会集団が生活をする場であるが、多機能であるので、教育も行われ得る。学校という制度ができてからは、その教育機能の一部が学校へと分離することになったが、家庭は学校と連携を持ちつつその教育機能を持ちつづけている。「家庭教育」と言っても、家庭という場とともに、ひとりひとりの家族との人間関係が重要な意味をもっていると言える。基礎的な価値観・徳をこどもに示すことはしつけと呼ばれている。

### 自己教育
教育の対象は他者であるとは限らず、自分自身であることもあり、その場合には自己教育（英: self-education, autodidacticism）と言うことがある。

### オープン教育
離れた場所に居る者に対して行われる教育は、遠隔教育（遠隔地教育）・通信教育という。最近では、世界の一流大学の一流の教授の講義がインターネット経由で公開され、国境を越え各地で受けることができるようになってきている。（MOOC）

## 教育制度
教育に関する制度を教育制度といい、主に学校教育が中心となるが、社会教育など学校外の制度もある。教育制度は、学校制度や義務教育の年限など、国によって異なっている。日本においては初等教育（小学校）ならびに前期中等教育（中学校）が義務教育となっているが、この年限は国によってまちまちで、後期中等教育（日本における高等学校にあたる）までを義務教育としている国家もあれば、初等教育のみを義務教育としている国家もある。しかし総じていえば、義務教育の規定のない国家は非常に少なく、ほとんどの国家においてはなんらかの形で義務教育期間が存在している。

### 教育行政・教育政策
教育に関する行政を教育行政、教育に関する政策を教育政策と呼ぶ。日本の教育政策については、日本の教育政策と教育制度を参照。教育政策の課題は国によって大きく異なっているが、先進国においてはおおむね社会的格差の解消や国際的な経済競争・知識社会化への対応などが、発展途上国の多くでは識字率・就学率の向上が、求められている。
教育に関する法律を教育法と言う。条例等も含める場合には、教育法令と呼ぶ。

### 教育施設
教育の行われる施設を教育施設又は教育機関と呼ぶ。学校のみならず、図書館・博物館・美術館、公園、劇場、映画館のような娯楽施設も、広く社会において教育的な機能を果す施設を含めて考えられる。基本的な生活態度の養成という観点からは、家庭や地域社会での教育も含まれる。
教育施設の中でももっぱら教育のために設立される施設を学校と呼ぶ。学校において行われる教育を学校教育と呼び、その就業年数や義務の有無など学校に関する制度を学校制度と言う。

## 教育の課程・内容・方法
教育のために用いられる素材は、教材と呼ばれる。伝統的な教科書や黒板や従来から語学学習などで用いられてきた音声教材に加えて、近年では科学技術の発達に伴い、コンピュータ、マルチメディア、インターネットなどを積極的に活用する動きが高まっている。また、電子黒板やインターラクティブ・ホワイトボードなどの最新機器も用いられ始めている。

### 教育内容
知育・徳育・体育の分野がある。正確な知識という共通基盤がなければ正しいコミュニケーションや共同生活すら図れないし、またそうした知識をいかに活用していくかという、思考力・コミュニケーション能力・創造力等の技能も不可欠である。さらに、知識や技能のみならず、社会生活を営む上での基本的な道徳を教育することに価値を置く見解や、社会で生き抜く体力を重視する見解もある。教育の内容について詳しくは、「教科」を参照。また、新しい教育内容として、人権教育、環境教育、国際理解教育、性教育がある。

### 教育方法
教育方法に関しては大きく二つの立場が対立している。
一つは、学問の体系的な構造に従って系統的に教育を行うべきだという、系統学習の立場である。これは特に教育段階が上がるにつれて教育内容が学問の体系に近づく。
その一方で、特に幼児・児童への教育を中心として、こどもの自発的な学びを尊重すべきだとする問題解決学習（進歩主義・児童中心主義・経験主義）の考えも強い。日本の小学校における生活科や小中学校の総合的な学習の時間は、この考えに影響を受けたものであると言われている。
なお、現段階の学校教育では成績や課題の提出の有無などを物差しで生徒を測る事で成績を測定するため、個性を伸ばす力がかけている。

### 教育効果
教育を受けた個人に起こる変化を「教育効果」と呼ぶ。一般的には学力の向上が思い浮かべられることがある。現在の日本では、学校教育に関わる学力を紙面の試験で測定できるもの、とりわけ偏差値で計る傾向が強く、このことに対して強い批判が長年存在しつつも、受験現場では不可欠となっている実態がある。
教育効果に関する議論は、教育内容や教育方法などを改善する上で欠かせない一方、教育目的を測定可能なもののみに置き換えがちな点には注意が必要である。

## 教育と社会

### 教育問題
教育に関わる問題、とりわけ教育が社会に関わる問題のことを教育問題という。特にその深刻さを強調する場合には、教育病理または教育危機とも呼ぶ。教育活動は複数の人間が集まって行われる以上、そこに必然的に社会が生まれる。学校や学級などはその例である。そこにおいて何らかの問題が生じることがあり、いじめ・不登校・学級崩壊、教員と児童・生徒・学生との権力関係などがここに含まれる。
政治・経済・地域社会・文化などは教育活動に大きな影響を与えているが、こうした影響が問題を生じさせることがある。例えば、国の諸政策やマスコミによる報道などは、学校教育はもちろん家庭教育や社会教育にも大きな影響を与えている。
学校教育を含む教育活動は、社会一般に対しても大きな影響を与える。狭義で教育問題とは、この局面で生じる問題を指すことがある。学歴・管理教育・偏差値・非行・少年犯罪・学力低下など学習者、特にこどもを通じて結果として社会に与える影響の他にも、教師のあり方や学校・大学のあり方、学閥などの問題として、教育問題は広く社会病理の一領域をなしている。

### 教育社会学
教育社会学では、教育が社会に及ぼす効果として、経済・政治・社会などに与えるものが議論されている。
教育を行った結果としてどのようなことが起こるかについては、個人に与える影響と社会に与える影響の両面がある。エミール・デュルケームは、近代における教育の機能を「方法的社会化」であると捉え、政治社会と個々人の双方が必要とする能力・態度の形成であるとした。なお、教育が適切な効果・機能を果していない場合には、「教育の機能不全」、教育がむしろ否定的な効果・機能を果している場合には「教育の逆機能」と呼ばれることがある。
学校を軍隊・病院・監獄などと同様の近代特有の権力装置であるとしたミシェル・フーコー 、学校教育が近代社会に支配的な国家のイデオロギー装置であると論じたルイ・アルチュセール、教育が文化的・階級的・社会的な不平等や格差を再生産または固定化する機能を果しているピエール・ブルデュー、バジル・バーンスタイン、サミュエル・ボールズとハーバート・ギンタス、教育は家父長制を再生産しているとのフェミニズムからの議論、教育は社会の多数派の文化を押し付けているという多文化主義からの議論、などが有名である。
また、政治面では、開発学においては識字率の上昇が民主化に寄与すると考えられることが多いが、識字率と民主化との間の相関は一般に考えられている程には高くなくむしろその反例も見つかることから、この考えは「西欧市民社会の誤謬である可能性」を指摘する見解がある。そのほか社会的な面においては、教育の普及が男女や階級の平等に寄与するといった主張や、教育水準の上昇が幼児死亡率や衛生状態の改善に寄与するといった主張などがある。
人間の幸福になれる、幸福になれないというのは、知能指数（IQ）ではなく、他の人々の気持ちが分かる、などといった感情指数（EQ）のほうが、影響が大きいということが、近年の研究で明らかになってきている。それどころか、卒業後の人生を追跡調査してみると、IQばかりが高い人は、EQが高い人と比べてその後の人生では、職業や家族などの点で恵まれず、当人も幸福を感じる割合が低かった。端的に言えば、知能ばかりを上げることを目標とした教育を受けても、教育は幸福の役に立つどころか、かえって人を不幸にしてしまう。

### 教育者の政治的傾向
政治面では、各国において教育年数が長いほどおおむね個人主義的・革新的価値観を持つ者が増えることが明らかになっている。

#### アメリカ教員の政治的傾向
アメリカ合衆国の教育機関における教員の政治的傾向の調査によれば、リベラルは保守より優勢であり、特に大学でこの傾向が強く、大学の人文学専攻での割合は共和党支持者1人に対して民主党支持者5人、社会科学系では共和党支持者1人に対して民主党支持者8人にのぼった。アメリカの四年制大学の教授を対象とした調査では、50%が民主党、39%が支持政党なし、11%が共和党支持で、二年制大学を含む全大学教授を対象とした調査では、51%が民主党、35%が支持政党なし、14%が共和党だった。リベラル優勢の傾向は、エリート校になるにつれ高まり、四年制のリベラルアーツ系大学と博士課程を持つエリート大学の方が、コミュニティカレッジよりも、リベラルの割合が高い。また、K-12（幼稚園から高校）の教育でも同様で、K-12の公立校の先生の支持政党は、45%が民主党、30%が共和党、25%が支持政党なしという結果だった。
|                            | 民主党 | 共和党 | 支持政党なし |
| -------------------------- | ------ | ------ | ------------ |
| 四年制大学教員             | 50%    | 11%    | 39%          |
| 二年制大学を含む全大学教員 | 51%    | 14%    | 35%          |
| K-12（幼稚園から高校）教員 | 45%    | 30%    | 25%          |

#### 日本の学歴別政党支持率
前節で説明した通り、アメリカの大学教員における政治的傾向では民主党支持者（左派リベラル）が50%で共和党支持者（保守）が11%と、リベラルが優勢である。
これに対して、日本では自民党は学歴問わず最も支持される政党である。ただし、学歴が高いほど自公支持率は低くなる傾向が見られ、支持政党なしが選択される傾向にある。明るい選挙推進協会による2017年（平成29年）10月22日の第48回衆議院選挙の調査、および令和元年(2019年）の第25回参議院議員通常選挙調査でも概ね同傾向にあった。
|                        | 自民党 | 民進党 | 立憲民主党 | 公明党 | 希望の党 | 共産党 | 維新の会 | 自由党 | 社民党 | その他の党 | 支持政党なし |
| ---------------------- | ------ | ------ | ---------- | ------ | -------- | ------ | -------- | ------ | ------ | ---------- | ------------ |
| 中学卒                 | 43.4   | 3.5    | 8.2        | 10.2   | 1.2      | 5.5    | 3.9      | 0.8    | 1.6    | 0.4        | 16.8         |
| 高校卒                 | 38     | 2.1    | 10.2       | 4.5    | 0.9      | 3.3    | 2.3      | 0.2    | 0.9    | 0.4        | 31.1         |
| 短大・高専・専門学校卒 | 32.3   | 2.4    | 6.3        | 3.4    | 0.7      | 1.9    | 1.5      | 0      | 0.5    | 0.2        | 42.7         |
| 大学・大学院卒         | 35.9   | 2.2    | 9          | 2.8    | 0.9      | 2.1    | 2.6      | 0      | 1.2    | 0.2        | 39.2         |

|                        | 自民党 | 公明党 | 立憲民主党 | 国民民主党 | 共産党 | 維新の会 | 社民党 | れいわ | N国党 | その他の党 | 支持政党なし |
| ---------------------- | ------ | ------ | ---------- | ---------- | ------ | -------- | ------ | ------ | ----- | ---------- | ------------ |
| 中学卒                 | 48.8   | 6.1    | 13.4       | 0.6        | 1.2    | 1.8      | 1.2    | 0.6    | 0     | 0.6        | 16.5         |
| 高校卒                 | 37.9   | 4.7    | 9.7        | 1.5        | 4.2    | 4.1      | 1.7    | 0.9    | 0.9   | 0.2        | 26.3         |
| 短大・高専・専門学校卒 | 29.9   | 4.1    | 6.1        | 0          | 2.9    | 4.5      | 0.3    | 1      | 0     | 1          | 40.4         |
| 大学・大学院卒         | 34.6   | 3.1    | 10.4       | 1.6        | 2      | 3.1      | 0.6    | 2.2    | 0.4   | 0.4        | 35           |

## 教育と経済

### 教育経済学
経済面においては、進学率の上昇による労働者の質的向上が経済成長を押し上げる効果があることが指摘されている（教育の経済効果）。
教育がもたらすこれらの肯定的な機能に対しては疑問の声も一部で上がっている。例えば、発展途上国においては、基礎的な教育の実施で期待される所得・生産性の向上や市場経済への移行などといった経済効果や、政治における民主化の前進、社会における人口の抑制などといった効果が、必ずしも顕著には現れていないことが指摘されている。

### 教育費・公教育・教育格差
国際人権規約は教育を受ける権利を定めている。
フランスでは、教育を受ける権利の理念にもとづいた制度が徹底しており、国・公立の教育施設においては、幼児教育から大学教育まで授業料が一切無料で、教育を受けたい人は、親の経済状態などにかかわらず教育を受けることができる。誰が教育費を捻出するかは、《教育を受ける権利》と大いに関係してくる。教育費を子供が負担するとすると、収入が無い子供は捻出できず。また、親が全て出すとすると、富裕層が教育を受け、貧困層は教育が受けられず、教育を受ける権利が守られず、教育格差が生まれる。子供は親を選んで生まれてくることができない。親の状態によって教育が受けられる/受けられないなどという差が生まれてしまうようでは、本人の素質や努力によってどうにもならない「生まれ」によって人間が根本的に差別されてしまう、ということで、基本的に人道に反した状態であるということになる。つまり、《教育を受ける権利》を守るためには、教育費は公的に捻出されなければならない。すなわち、国家や地方政府が出すということにしなければ、子供が《教育を受ける権利》が守られないことになってしまい、非人道的な状態になってしまうわけである。
フランスでは公共機関が行う教育（国立や公立の　幼稚園から大学まで）の授業料が全て無料である。ドイツも小学校から、大学、大学院に至るまで、公立校ならば学費が無料である。
一方、イギリスではインデペンデント・スクールが運営財源を国に頼らず、授業料、寄付、寄付の投資の利子で補っていおり、政府・国家からの独立・自立を実践している。また、ボーディングスクールはスイス、ドイツ、イギリス、アメリカ、カナダ、香港、中国、日本にもあり、世界の富裕層に支持されている。スイスのル・ロゼは年間学費は1200万円を超える。元英国首相のウィンストン・チャーチルや、インドの首相ジャワハルラール・ネルーらを輩出したイギリスのハロウスクールなどもある。
日本では、教育費のうちで国や自治体が費用を出している比率が（世界の先進諸国の中で比較しても）低く、さらに少子化および少子高齢化が進んでいる。また、日本での教育格差も厳然と存在しており、東京大学生徒の親の収入は平均約1000万円で、東京大学合格者は学費の高額な中高一貫校出身者が多くを占めている。
アメリカの公共経済学教授ブライアン・カプランは、学校教育は教育内容よりも学歴(シグナリング)が重視されるが、その点からいえば、学校教育のほとんどは無駄なシグナリングであり、政府も教育支出を削減すべきであるとする。カプランは、歴史、社会、美術、音楽、外国語などは、社会に出ても役に立つことはなく、学生もすぐに忘れるほどで、単に時間の無駄となっており、必須科目から選択制にしたり、または授業の水準をあげて成績下位の生徒を落第にすれば無駄はなくなるともいえるが、しかし、「税金を使って非実用的な教科を教える授業の廃止」が最も有効であると主張する。カプランは、「なぜ美術を勉強するという選択肢に公費をかけて納税者が負担しなければならないのか。それより、公立大学の非実用的な学部は閉鎖し、政府の助成金やローンを受けられない私立大学に非実用的な専攻の学科を創設すればいい」と提案し、現在問題になっている高額授業料にしても、無益な進学を抑制しているだけでなく、専攻の最適化にも役立っていると述べる。

### 教育と収入
収入面での効果が、比較的多くの人々の関心を集めている。各国においては、学歴が上がるほど生涯賃金も上がる傾向にある。
しかし日本においては、実際のデータを見てみると学歴による生涯賃金の差は比較的小さいという見解もある。単年度の見かけの給与はともかくとして、学校に通うことで働いて収入を得る年数が減る分、生涯賃金があまり増えない。特に大学院などは、（全日制で）大学院まで進むと、統計的に見て大卒よりもかえって生涯賃金は下がる場合が多い、とのデータもある。一般論として言えば日本の企業は大学院修了者をあまり歓迎していない。日本においては、教育を投資と考える傾向は低い。また、2005年現在の日本の社会では、「勉強して良い大学に入れば、良い企業に入れる」という仕組みはすでに崩れてきたことが幾人かの論者によって指摘されている。例えば関東圏で例を挙げると、東京大学や他の六大学などを卒業していてもフリーターになってしまう可能性もある。

### 教育の商業化
教育の商業化、教育の市場化なども問題とされている。
1950年代からマネタリスト経済学者ミルトン・フリードマンが教育の市場化を目指し、教育バウチャーを提唱した。近年は、元ハーバード大学学長のデレック・ボックが大学の商業化を批判している。ほか、市場原理の大学への導入を「アカデミック・キャピタリズム」として批判されることもある。
日本でも高等教育の市場化が問題とされている。
大学改革において、2004年に国立大学が独立行政法人の国立大学法人に移行したが、有馬朗人元東京大学学長らが失敗であったと批判している。

### グローバル教育政策市場
近年、OECD生徒の学習到達度調査(PISA)事業において、成績の高い先進国がグローバル教育政策市場を開拓し、自国の教育モデルを海外に売る「教育の輸出」現象が生起していると指摘されている。

### 註釈
1. ↑  聖書では子を教えるのは親の責任とされている（申命記(口語訳)#6:4-7）
2. 1 2  家庭教育のうち人間社会において基礎的な価値観・態度・徳をこどもに示すことは特にしつけと呼ばれる。
3. ↑   例えば、昭和50年代の日本の製造業において、教育水準の高まりが1%ポイントほど経済成長の高まりに寄与した。参照、労働省 『昭和59年 労働経済の分析（労働白書）』第II部1(1)1)
4. ↑  経済的、社会的及び文化的権利に関する国際規約第十三条 1　この規約の締約国は、教育についてのすべての者の権利を認める。締約国は、教育が人格の完成及び人格の尊厳についての意識の十分な発達を指向し並びに人権及び基本的自由の尊重を強化すべきことに同意する。
5. ↑  例えば、男性標準労働者の生涯賃金（2004年）は、中卒2億2千万円、高卒2億6千万円、大卒・大学院卒2億9千万円。（独立行政法人労働政策研究・研修機構 『ユースフル労働統計―労働統計加工資料集―2007年版』 2007年 ISBN 978-4-538-49031-1 p. 254）